# Acanthodis curvidens
Acanthodis curvidens är en insektsart som först beskrevs av Carl Stål 1875.  Acanthodis curvidens ingår i släktet Acanthodis och familjen vårtbitare. Inga underarter finns listade i Catalogue of Life.